# Abri Olha
L'abri Olha est un abri sous roche avec occupation préhistorique situé sur la commune de Cambo-les-Bains, dans le département des Pyrénées-Atlantiques, en France. Les fouilles y ont révélé des niveaux du Moustérien (Paléolithique moyen). L'abri Olha sert de référence pour définir un Moustérien tardif, dit Vasconien. Le site est divisé en deux secteurs : Olha I et Olha II.

## Situation
L'abri Olha, aujourd'hui effondré, est situé sur une des anciennes terrasses alluviales de la Nive, près de Cambo-les-Bains, dans le ravin de l'Urdaueio (affluent de la Nive), en Pays basque français.
C'est un des sites de référence régionaux pour les Paléolithiques moyen et supérieur dans l'Ouest des Pyrénées.

## Historique
L'abri Olha fut découvert par Emmanuel Passemard en 1917,.
En 1947, Georges Laplace effectua des fouilles dans le prolongement de l'abri, dans un locus qu'il nomma Olha II, un autre abri-sous-roche effondré, contigu à Olha I.
À partir des fouilles de la couche moustérienne, François Bordes proposa en 1953 de définir le faciès Vasconien comme suit :
« Nous forgeons ce nouveau terme pour un faciès très spécial du Moustérien, celui qui se rencontre en Pays basque à l'abri Olha (couche inférieure) et au Castillo (couche alpha, supérieure). Il se caractérise par la présence de hachereaux sur éclats, ou éclats Olha, forme fréquente en Afrique, mais que nous ne connaissons pas en France au Nord de Sauveterre-la-Lémance. »
L'étude de l'industrie lithique a été reprise récemment par Marianne Deschamps.

## Outillage lithique
Les abris Olha I et Olha II ont livré des industries du Paléolithique moyen. Les outils lithiques des niveaux moustériens sont attribués au faciès régional Vasconien. Ce faciès se caractérise selon François Bordes par la présence récurrente de hachereaux, associés à un débitage Levallois et à des racloirs Quina, dominants au sein de l’outillage.